# Roemenië op de Olympische Winterspelen 2014
Roemenië nam deel aan de Olympische Winterspelen 2014 in Sotsji, Rusland.
Van de tweeëntwintig deelnemers (vijftien mannen en zeven vrouwen) die Roemenië vertegenwoordigden bij de twintigste deelname van het land aan de Winterspelen namen er acht op eerdere edities deel. Voor biatlete Éva Tófalvi was het haar vijfde opeenvolgende deelname, voor bobsleeër Nicolae Istrate zijn derde. Voor de zes anderen was het hun tweede deelname.

## Deelnemers en resultaten
(m) = mannen, (v) = vrouwen 

### Alpineskiën
| Olympiër                 | Onderdeel        | Resultaat | Prestatie                                                              |
| ------------------------ | ---------------- | --------- | ---------------------------------------------------------------------- |
| Ioan Valeriu Achiriloaie | combinatie (m)   | DNF       | afdaling: niet gefinisht                                               |
| Ioan Valeriu Achiriloaie | afdaling (m)     | 46e       | 2.17,46 (+11,23)                                                       |
| Alexandru Barbu          | reuzenslalom (m) | 48e       | 1e run: 1.29,47 (52e) 2e run: 1.29,77 (47e) totaal: 2.59,24 (+13,95)   |
| Alexandru Barbu          | slalom (m)       | 21e       | 1e run: 52,82 (44e) 2e run: 59,84 (21e) totaal: 1.52,66 (+10,82)       |
|                          |                  |           |                                                                        |
| Ania Monica Caill        | combinatie (v)   | 22e       | afdaling: 1.51,91 (34e) slalom: 1.12,04 (22e) totaal: 2.53,95 (+19,33) |
| Ania Monica Caill        | afdaling (v)     | DNF       | niet gefinisht                                                         |
| Ania Monica Caill        | reuzenslalom (v) | 51e       | 1e run: 1.28,53 (55e) 2e run: 1.28,73 (51e) totaal: 2.57,26 (+20,39)   |
| Ania Monica Caill        | super g (v)      | 30e       | 1.33,73 (+8,21)                                                        |

### Biatlon
| Olympiër        | Onderdeel         | Resultaat | Prestatie                   |
| --------------- | ----------------- | --------- | --------------------------- |
| Cornel Puchianu | sprint (m)        | 30e       | 25.50,7 (+1.17,2) [0+0]     |
| Cornel Puchianu | achtervolging (m) | 47e       | 31.19,8 (+4.31,2) [0+2+1+3] |
| Cornel Puchianu | individueel (m)   | 60e       | 56.10,4 (6.38,7) [0+0+1+3]  |
|                 |                   |           |                             |
| Éva Tófalvi     | sprint (v)        | 22e       | 22.01,5 (+54,7) [1+0]       |
| Éva Tófalvi     | achtervolging (v) | 26e       | 32.15,3 (+2.44,6) [1+2+0+0] |
| Éva Tófalvi     | massastart (v)    | 20e       | 37.50,9 (+2.25,3) [1+0+0+1] |
| Éva Tófalvi     | individueel (v)   | 21e       | 47.30,8 (+4.11,2) [0+0+1+0] |

### Bobsleeën
| Olympiër                                                         | Onderdeel       | Resultaat | Prestatie                                                                                           |
| ---------------------------------------------------------------- | --------------- | --------- | --------------------------------------------------------------------------------------------------- |
| Nicolae Istrate Florin Cezar Crăciun                             | tweemansbob (m) | 17e       | Totaal: 3.48,98 (+3,59) run 1: 57,39 (17e) run 2: 57,19 (17e) run 3: 57,54 (17e) run 4: 57,16 (18e) |
| Andreas Neagu Dănuț Moldovan Bogdan Laurentiu Otavă Paul Muntean | viermansbob (m) | 24e       | Totaal: 2.49,03 run 1: 56,25 (23e) run 2: 56,16 (22e) run 3: 56,62 (27e) run 4: niet gekwalificeerd |
|                                                                  |                 |           | |
| Maria Constantin Andreea Grecu                                   | tweemansbob (v) | 17e       | Totaal: 3.56,58 (+5,95) run 1: 59,04 (17e) run 2: 59,08 (17e) run 3: 55,38 (17e) run 4: 59,09 (16e) |

### Kunstrijden
| Olympiër       | Onderdeel | Resultaat | Prestatie                                   |
| -------------- | --------- | --------- | ------------------------------------------- |
| Zoltán Kelemen | Mannen    | 23e       | 158.76 (korte kür: 60.41, vrije kür: 98.35) |

### Langlaufen
| Olympiër                                     | Onderdeel          | Resultaat    | Prestatie                                                                              |
| -------------------------------------------- | ------------------ | ------------ | -------------------------------------------------------------------------------------- |
| Paul Constantin Pepene                       | sprint (m)         | 65e          | kwalificatie: 3.51,54 (+23,19)                                                         |
| Paul Constantin Pepene                       | 15 km klassiek (m) | 62e          | 43.39,4 (+5.09,7)                                                                      |
| Paul Constantin Pepene                       | 30 km skiatlon (m) | 48e          | totaal: 1:13.36,2 (+5.20,8) klassieke stijl: 37.52,5 (45e); vrije stijl: 35.10,4 (52e) |
| Florin Daniel Pripici                        | sprint (m)         | 68e          | kwalificatie: 3.52,68 (+24,33)                                                         |
| Paul Constantin Pepene Florin Daniel Pripici | teamsprint (m)     | halve finale | halve finale 1: 26.06,80 (9e)                                                          |
|                                              |                    |              |                                                                                        |
| Tímea Sára                                   | sprint (v)         | 49e          | kwalificatie: 2.48,16 (+16,09)                                                         |
| Tímea Sára                                   | 10 km klassiek (v) | 62e          | 34.48,2 (+6.30,4)                                                                      |
| Tímea Sára                                   | 15 km skiatlon (v) | 60e          | totaal: 46.43,0 (+8.09,4) klassieke stijl: 22.54,0 (60e); vrije stijl: 23.10,5 (60e)   |

### Rodelen
| Olympiër            | Onderdeel | Resultaat | Prestatie                                                                                                 |
| ------------------- | --------- | --------- | --- |
| Valentin Crețu      | enkel (m) | 29e       | Totaal: 3.32,885 (+5,359) run 1: 53,562 (31e) run 2: 53,279 (27e) run 3: 52,902 (28e) run 4: 53,142 (32e) |
| Raluca Strămăturaru | enkel (v) | 30e       | Totaal: 3.29,004 (+9,236) run 1: 52,862 (31e) run 2: 51,821 (29e) run 3: 52,238 (29e) run 4: 52,083 (27e) |

### Schansspringen
| Olympiër           | Onderdeel          | Resultaat    | Prestatie                              |
| ------------------ | ------------------ | ------------ | -------------------------------------- |
| Sorin Iulian Pîtea | normale schans (m) | kwalificatie | kwalificatie: 45e; 90.2 pnt. (86,0 m)  |
| Sorin Iulian Pîtea | grote schans (m)   | kwalificatie | kwalificatie: 51e; 59.6 pnt. (101,5 m) |

### Skeleton
| Olympiër              | Onderdeel | Resultaat | Prestatie                               |
| --------------------- | --------- | --------- | --------------------------------------- |
| Dorin Dumitru Velicu  | Mannen    | 25e       | 2.56,07 (58,72 / 58,44 / 58,91 / -)     |
|                       |           |           |                                         |
| Maria Marinela Mazilu | Vrouwen   | 20e       | 3.58,62 (59,99 / 59,89 / 59,63 / 59,11) |